# Tamopsis brisbanensis
Tamopsis brisbanensis – gatunek pająka z rodziny Hersiliidae.
Gatunek ten został opisany w 1987 roku przez Barabarę i Martina Baehrów. Holotyp znaleziono w domu w Indooroopilly (przedmieście Brisbane).
Samce osiągają 4 mm, a samice 5 mm długości ciała. Prosoma okrągła, ciemnobrązowa do szarej z ciemnymi szczękoczułkami oraz nielicznymi żółtymi plamkami za oczami i nad nasadami odnóży. Obszar oczny nieco tylko wyniesiony, a nadustek w ½ tak wysoki jak on. Przednio-środkowa para oczu mała, zaś tylno-boczna największa. Opistosoma okrągława, ciemna z białym nakrapianiem i 2 większymi, białymi plamami u nasady; u samca z pięcioma parami żółtych, okrągłych grzbietowych dołków mięśniowych, niewyraźnym pasem lancetowatym i niewyraźnymi przepaskami z tyłu. Tylno-boczne kądziołki przędne u samicy tak długie jak opistosoma, a u samca nieco od niej dłuższe. Nogogłaszczki samca z apofizą medialną ustawioną horyzontalnie, opatrzoną kępką włosków przed wierzchołkiem i haczykowato zwieńczoną, a apofizą boczną u wierzchołka wciętą i z ostro zakrzywionym haczykiem.
Pająk endemiczny dla Australii. Zasiedla wschodnie Queensland, w tym Percy Isles oraz Nową Południową Walię.